# Danzig 470
Die Danzig war ein deutsches Marineflugzeug im Ersten Weltkrieg. Sie gehörte zur Gattung „Bombenflugzeug“, kurz B, bzw. „B-Flugzeug mit FT-Sender“, BFT.

## Entwicklung
Während des Ersten Weltkrieges wurden in der Kaiserlichen Werft Danzig ebenso wie in den anderen kaiserlichen Werften in geringem Umfang Wasserflugzeuge für die Kaiserliche Marine gebaut (Marinenummern: 404–405, 467–470, 1105–1106 und 1650), gewartet und repariert. Der Prototyp wurde am 26. Februar 1915 bestellt, mit der Marine-Nummer 470 am 25. September 1916 nach Warnemünde geliefert und am 22. März 1917 abgenommen. Die beiden Schwimmer waren 5,80 m lang bei einer Breite von 0,90 m und einem Gewicht von 83 kg. Das Volumen des Schwimmers betrug 1900 l. Der Propeller wurde von der Firma Dr. Rathjen zugeliefert.

## Bekannte Marinenummern zur Danzig
| 467 | 468 | 469 | 470 |
| --- | --- | --- | --- |

## Technische Daten
| Kenngröße             | Daten                                                                             |
| --------------------- | --------------------------------------------------------------------------------- |
| Besatzung             | 2                                                                                 |
| Länge                 | 9,10 m                                                                            |
| Spannweite            | 15,68 m Oberflügel 14,40 m Unterflügel                                            |
| Höhe                  | 3,07 m                                                                            |
| Flügelfläche          | 52 m²                                                                             |
| Querruder             | 4,18 m²                                                                           |
| Höhenruder            | 2,00 m²                                                                           |
| Seitenruder           | 1,11 m²                                                                           |
| Leermasse             | 1063 kg                                                                           |
| Startmasse            | 1510 kg                                                                           |
| Höchstgeschwindigkeit | 128 km/h in NN                                                                    |
| Steigzeit auf 1000 m  | 12,5 min                                                                          |
| Dienstgipfelhöhe      | ? m                                                                               |
| Reichweite            | ? km                                                                              |
| Brennstofftank        | 296 l                                                                             |
| Flugdauer             | 5 h                                                                               |
| Propellerdurchmesser  | 2,75 m mit 1,7 er Steigung                                                        |
| Triebwerk             | ein wassergekühlter 6-Zylinder-Reihenmotor Benz, mit 150 PS (110 kW) Nennleistung |